# Unseen Terror
Az Unseen Terror egy rövid életű angol hardcore punk/grindcore zenekar volt Birmingham-ből. 1986-ban alakultak meg. Tagjai Mitch Dickinson, Carl Stokes,  Shane Embury, Pete Giles, Wayne Aston és Mick Harris voltak. 1990-ben feloszlottak. Diszkográfiájuk egy stúdióalbumot, két demót, egy EP-t és két split lemezt tartalmaz. Az együttes egyike volt a Napalm Death mellék-projektjeinek. Az együttesre jellemző volt a humor is, ugyanis négy daluk is a Garfield képregény szereplőiről szól: a ˇ"Nermal", a "Garfield for President", a "Garfield Strikes Back" és az "Odie's Revenge" is (mind a négy a Human Error című albumon hallható).

## Tagok
- Mitch Dickinson - ének, gitár (1986-1990)
- Shane Embury - dob (1987-1990)

További tagok
- Carl Stokes - basszusgitár
- Wayne Aston - basszusgitár (1987)
- Pete Giles - basszusgitár (1987)
- Mick Harris - ének (1987-1989)

## Diszkográfia
- Próba demo (1987)
- Diminished Responsibility (válogatáslemez, 1987)
- Human Error (album, 1987, 2001-ben újra kiadták extra dalokkal)
- Hardcore Holocaust (1989)
- Hardcore Holocaust II (1989)
- The Peel Sessions (EP, 1989)
- 21 Years of Alternative Radio One (1989)
- Grindcrusher (az Earache Records válogatáslemeze, 1990)
- Grind Madness at the BBC (3 CD-s válogatáslemez az Earache Records előadóiból, 2010)